# Преображенский сельсовет (Новосибирская область)
Преображенский сельсовет — сельское поселение в Искитимском районе Новосибирской области Российской Федерации.
Административный центр — село Преображенка.

## История
Статус и границы сельского поселения установлены Законом Новосибирской области от 2 июня 2004 года № 200-ОЗ «О статусе и границах муниципальных образований Новосибирской области»

## Население
| 2002  | 2010  | 2012  | 2013  | 2014  | 2015  | 2016  |
| ----- | ----- | ----- | ----- | ----- | ----- | ----- |
| 1463  | ↘1148 | ↗1169 | ↘1165 | ↘1129 | ↘1099 | ↘1068 |
| 2017  | 2018  | 2019  | 2020  | 2021  |       |       |
| ↘1047 | ↘1037 | ↘1029 | ↘1002 | ↘978  |       |       |

## Состав сельского поселения
| № | Населённый пункт | Тип населённого пункта       | Население |
| - | ---------------- | ---------------------------- | --------- |
| 1 | Алексеевский     | посёлок                      | ↘174      |
| 2 | Горевка          | деревня                      | ↘284      |
| 3 | Каменка          | посёлок                      | ↘105      |
| 4 | Преображенка     | село, административный центр | ↘585      |